# Рокша (остановочный пункт)
Рокша — остановочный пункт Северной железной дороги в Переславском районе Ярославской области между населёнными пунктами Борисово и Романово. Назван по одноимённой реке. Открыт в 1914 году.
Находится на расстоянии 159 км от Москвы. Остановочный пункт электричек из Ярославля в южном направлении и обратно (5 пар в день по расписанию от 31 мая 2009 года).
Имеет две платформы длиной 150 м с переходом в одном уровне. 